# Petra Robnik
Petra Robnik (* 16. Oktober 1984 in Blejska Dobrava bei Jesenice) ist eine ehemalige slowenische Skirennläuferin. International am erfolgreichsten war sie in der Super-Kombination. In dieser Disziplin erreichte sie vier Top-20-Platzierungen im Weltcup sowie den elften Platz bei den Weltmeisterschaften 2007. In den Jahren 2006 und 2009 wurde sie Slowenische Meisterin in der Abfahrt und im Slalom.

## Biografie
Petra Robnik nahm ab Dezember 1999 an FIS-Rennen teil. Nach ihren ersten Podestplätzen startete sie ab Februar 2003 auch im Europacup, erreichte aber vorerst keine Platzierungen in den Punkterängen, also unter den besten 30. Bei Juniorenweltmeisterschaften, an denen sie 2003 und 2004 teilnahm, kam sie jeweils nur im Super-G und in der Abfahrt ins Ziel, während sie in den technischen Disziplinen ausschied. Im Dezember 2004 gewann Robnik die ersten Punkte im Europacup und zwei Monate später erreichte sie als Fünfte des Super-Gs von Sarntal/Reinswald bereits das beste Europacupresultat ihrer Karriere. In den folgenden Jahren fuhr sie noch mehrmals unter die schnellsten zehn.
Im Weltcup startete Robnik erstmals im Januar 2004, danach erst wieder ein Jahr später. Die ersten Weltcuppunkte gewann sie am 20. Januar 2006 mit Platz 23 im Super-G von St. Moritz. Im nächsten Monat nahm sie an den Olympischen Winterspielen 2006 in Turin teil, wo sie mit Rang 21 in der Kombination und Rang 25 in der Abfahrt (jeweils als beste Slowenin) sowie Rang 29 im Super-G Platzierungen im Mittelfeld belegte. Im März 2006 erzielte Robnik als 17. der Super-Kombination von Kvitfjell ihre erste Top-20-Platzierung im Weltcup. Wenig später wurde sie Slowenische Meisterin in der Abfahrt und im Slalom, was ihr 2009 ein zweites Mal gelang. 
Im Januar 2007 gewann Robnik bei der Universiade in Bardonecchia zwei Bronzemedaillen im Super-G und im Slalom. Bei den Weltmeisterschaften 2007 in Åre startete sie in allen Disziplinen außer dem Riesenslalom. Ihr bestes Einzel-Ergebnis erreichte sie in der Super-Kombination, in der sie den elften Platz belegte. Im Team-Wettbewerb erzielte sie zusammen mit ihren Mannschaftskollegen unter elf Teams den zehnten Platz. Die Super-Kombination war auch im Weltcup weiterhin ihre stärkste Disziplin. Am 2. März 2007 erreichte sie in Tarvis den achten Platz und somit ihr bestes Weltcupergebnis. Damit konnte sie sich in der Saison 2006/07 im Disziplinenweltcup unter den besten 20 platzieren, was ihr auch im nächsten Winter gelang, in dem sie in zwei Super-Kombinationen unter die schnellsten 15 fuhr. Ab der Saison 2008/09 kam Brodnik allerdings in keinem Weltcuprennen mehr in die Punkteränge. Ihr letztes Weltcuprennen bestritt sie am 18. Dezember 2009, danach folgten noch Starts bei FIS-Rennen und im Europacup, ehe sie mit Ende der Saison 2009/10 ihre aktive Karriere beendete.

## Erfolge

### Olympische Winterspiele
- Turin 2006: 21. Kombination, 25. Abfahrt, 29. Super-G

### Weltmeisterschaften
- Åre 2007: 11. Super-Kombination, 27. Super-G, 30. Abfahrt, 31. Slalom, 10. Team-Wettbewerb

### Weltcup
- 1 Top-10-Platzierung und weitere 3 Platzierungen unter den besten 20 (alle in der Super-Kombination)

### Juniorenweltmeisterschaften
- Briançonnais 2003: 25. Super-G, 42. Abfahrt
- Maribor 2004: 27. Super-G, 29. Abfahrt

### Slowenische Meisterschaften
- Robnik wurde viermal Slowenische Meisterin:
  - 2× Abfahrt (2006 und 2009)
  - 2× Slalom (2006 und 2009)

### Weitere Erfolge
- Bronzemedaille im Super-G und im Slalom bei der Universiade 2007
- 8 Top-10-Platzierungen im Europacup
- 10 Siege in FIS-Rennen